# Leptonema pseudocinctum
Leptonema pseudocinctum is een schietmot uit de
familie Hydropsychidae. De soort komt voor in het Neotropisch gebied.